# Supercopa de Somalia
La Supercopa de Somalia es la copa en la que se enfrentan el ganador del Primera División de Somalia ante el ganador de la Copa de Somalia. Es organizada por la Federación Somalí de Fútbol.

## Resultados
| Año  | Ganador             | Marcador       | Finalista                                               |
| ---- | ------------------- | -------------- | ------------------------------------------------------- |
| 2013 | Elman FC            | 1–1 (5–4 pen.) | Banadir Sports Club                                     |
| 2014 | Jeenyo United FC    | 2–2 (5–4 pen.) | Banadir Sports Club                                     |
| 2015 | Horseed FC          | 0–0 (3–1 pen.) | Heegan FC                                               |
| 2016 | Banadir Sports Club | 1–1 (3–2 pen.) | Jeenyo United FC                                        |
| 2017 | Elman FC            | 1–0            | Dekedaha FC                                             |
| 2018 | Dekedaha FC         | 3–0            | Mogadishu City Club (anteriormente Banadir Sports Club) |
| 2019 | Dekedaha FC         | 3–0            | Mogadishu City Club                                     |
| 2020 | No disputado        | No disputado   |                                                         |
| 2021 | Mogadishu City Club | 2-0            | Horseed FC                                              |
| 2022 | No disputado        | No disputado   |                                                         |
| 2023 | Dekedaha FC         | 3-2            | Gaadiidka FC                                            |
| 2024 | Mogadishu City Club | 4-1            | Dekedaha FC                                             |